# Elhagyott Javak Kormánybiztossága
Az Elhagyott Javak Kormánybiztossága a Miniszterelnökséghez tartozó állami szerv volt Magyarországon 1945 és 1948 között. A 727/1945 számú ME rendelet (1945. március 31.) hozta létre, és a 8920/1948 számú kormányrendelet (1948. augusztus 27.) szüntette meg; ekkortól a tevékenységet a Pénzügyminisztérium VII., azaz az Elhagyott Javakat Felszámoló Ügyosztálya vette át. Élén a miniszterelnök által kinevezett kormánybiztos állt. Az első kormánybiztos Dr. Legéndy Rudolf volt.

## Feladatai
- a háború következtében otthonukat vagy megélhetésüket elvesztett személyek megsegítése,
- az elhagyott ingatlanok, vállalatok felügyelete, fenntartása, működésbe helyezése,
- a károsultak részbeni kárpótlása.

## Működése
A 2490/1945. M.E.sz. rendelet szerint elhagyott javaknak számítottak azok a javak, amelyek a háborús viszonyok következtében kikerültek a tulajdonos birtokából, vagy ellenőrzése alól; ezeket be kellett jelenteni a kormánybiztosságnak. 1948-ban a XXVIII. törvénycikk leszűkítette a fogalmat azokra a javakra, amelyeknek „a tulajdonosa az 1939. szeptember 2. és 
1945 . évi április hó 4. napja között az ország területéről Németországba, vagy a németek által megszállt valamely más ország területére, vagy pedig fasisztabarát felfogásból kifolyólag bármely külföldi állam területére távozott, s nem tért vissza.” 